# Cyphellocalathus cecropiae
Cyphellocalathus là một chi nấm thuộc họ Tricholomataceae. Là một chi đơn loài, nó có loài duy nhất Cyphellocalathus cecropiae, có ở Bolivia.